# 线形卷叶杜鹃
线形卷叶杜鹃（学名：Rhododendron roxieanum var. oreonastes）为杜鹃花科杜鹃花属下的一个变种。

## 扩展阅读
- 維基物種上的相關：线形卷叶杜鹃